# Пинато, Давиде
Давиде Пинато (итал. Davide Pinato; родился 15 марта 1964 года в городе Монца, Италия) — итальянский футболист, бывший вратарь известный по выступлениям за «Милан», с которым выиграл Лигу чемпионов.

## Клубная карьера
Пинато воспитанник футбольного клуба «Монца». В 1983 году он дебютировал за основную команду, но по итогам чемпионата клуб влетел в Серию С1. В сезоне 1987/88 Давиде пропустил лишь один гол в 14 матчах и получил приглашение в «Милан». Несмотря на статус резервного вратаря, Пинато завоевал вместе с клубом Суперкубок Италии и Кубок Чемпионов. За «россонери» он провёл в основе всего две встречи. В 1989 году Давиде вернулся в «Монцу», но уже через год перебрался в «Аталанту». В новой команде в первом сезоне он не получил ни одного шанса проявить себя, поэтому в 1991 году был отдан на правах аренды в «Пьяченцу». За волков Пинато отыграл в основе в 28 встречах и по окончании сезона вернулся в «Аталанту». Давиде небезуспешно боролся за пост основного вратаря в «Аталанте» на протяжении 11 сезонов. В 2002 году он перешёл в «Сампдорию», где и завершил карьеру по окончании сезона.

## Достижения
«Милан»
- Обладатель Суперкубка Италии — 1988
- Обладатель Кубка Чемпионов УЕФА — 1988/89